# Daniel Černý (fotbalista)
Daniel Černý (* 19. července 1994, Plzeň) je český fotbalový útočník a bývalý mládežnický reprezentant, od července 2012 působící v FC Viktoria Plzeň.

## Klubová kariéra
Svoji fotbalovou kariéru začal v FC Viktoria Plzeň, kde prošel všemi mládežnickými kategoriemi.

### FC Viktoria Plzeň
V roce 2012 se propracoval do prvního týmu. V nejvyšší soutěži debutoval 26. listopadu 2012 v utkání proti hostující Jihlavě (výhra 1:0), nastoupil v samotném závěru utkání. V ročníku 2012/13 získal s Plzní titul.

### FK Viktoria Žižkov (hostování)
Před jarní částí sezony 2014/15 odešel na hostování do FK Viktoria Žižkov. Po půl roce se vrátil zpět do Plzně.

### FK Fotbal Třinec (hostování)
V létě 2015 byl na testech v FK Baník Sokolov. Nakonec zamířil hostovat do týmu FK Fotbal Třinec. Po půl roce se vrátil do Plzně.

## Reprezentační kariéra
Hrál za mládežnické reprezentace ČR.
Zúčastnil se Mistrovství světa hráčů do 17 let 2011 v Mexiku, kde byla ČR vyřazena již v základní skupině D po 1 výhře a 2 porážkách.